# 陸順徳
陸 順徳（りく じゅんとく、Lu Shunde、1818年 - 1865年）は、太平天国の指導者の一人。もとの名は海平。
広西省梧州府藤県大黎里古制村出身。遊侠を好み、よく船を操った。羅大綱について天地会に入会した。その後、羅大綱に従って金田蜂起に参加。永安攻略に加わった。羅大綱の死後は李秀成の部将となり、1858年の江北大営撃破に参加。1860年には南破愾軍主将を授かり、1862年には黄山と紹興を奪取した功で来王に封じられた。後に李世賢に従って福建省に入り、1865年8月に広東省長楽を占領したが、9月に部下の林正揚の裏切りに遭い、捕えられた。林正揚は清軍に降伏し、陸順徳は殺害された。